# Список вооружения и военной техники Сухопутных войск Казахстана

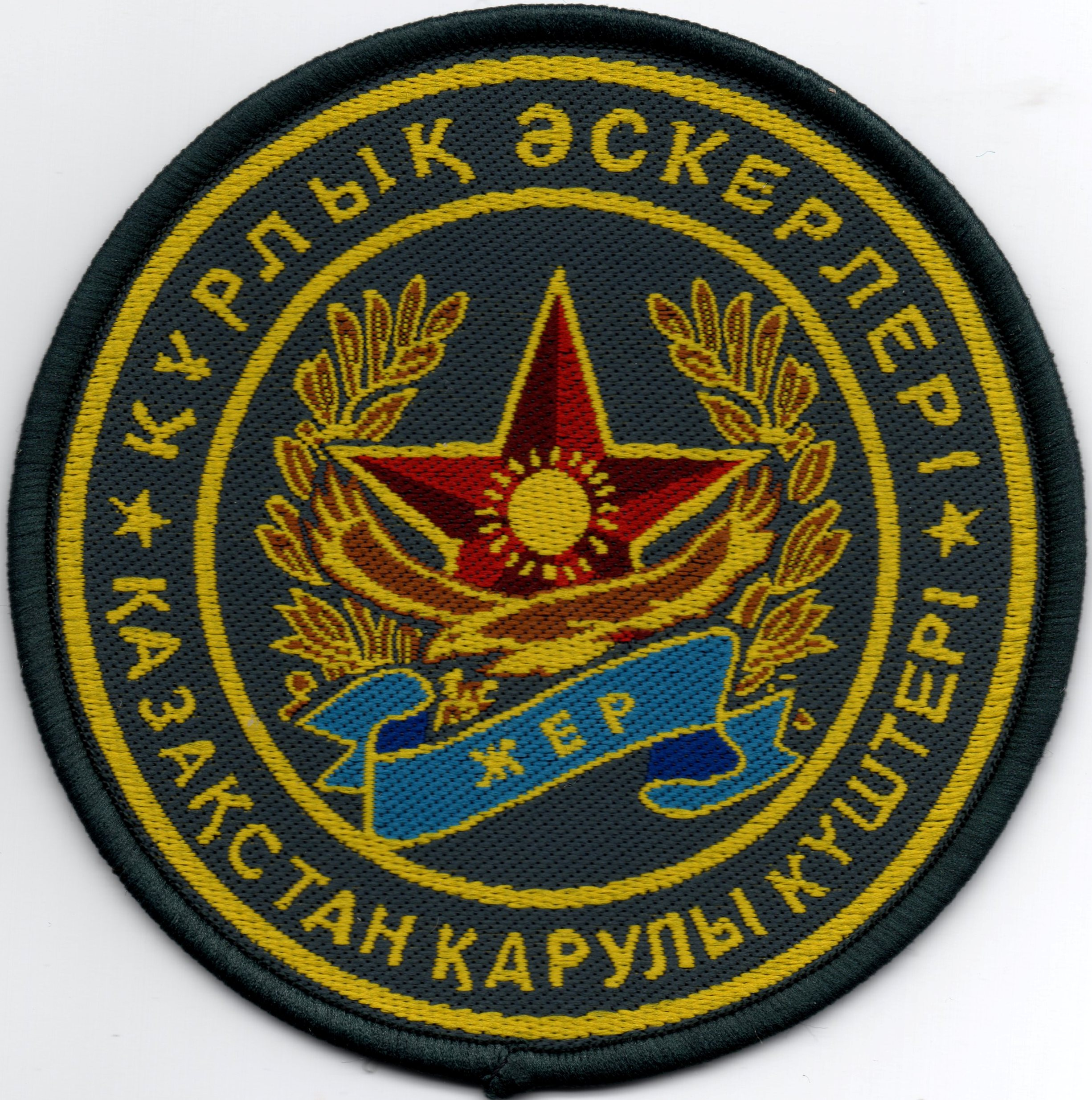
Нарукавный шеврон Сухопутных войск ВС РК

Сухопутные войска Республики Казахстан имеют на вооружении танки, боевые машины пехоты, бронетранспортёры, артиллерию различной мощности и назначения, противотанковые ракетные комплексы, зенитные ракетные комплексы, средства управления, автоматическое стрелковое оружие.
По состоянию на 2024 год, на вооружении находится в основном советская и российская военная техника. Россия является ведущим поставщиком вооружения, поставившая в последние годы в Вооружённые силы Казахстана, значительное количество новой и модернизированной техники.

## Бронетехника

### Танки
| Тип   | Изображение | Производство | Назначение           | Количество          | Примечания                                                                                    |
| Танки | Танки       | Танки        | Танки                | Танки               | Танки                                                                                         |
| ----- | ----------- | ------------ | -------------------- | ------------------- | --------------------------------------------------------------------------------------------- |
| Т-72Б |             | Казахстан    | Основной боевой танк | 350 950 на хранении | По данным на 2016 год — числилось от 300 до 1300 Т-72Б — 300 Т-72БА на 2021 год по данным БРЭ |

- Пояснение: о численности танкового парка казахстанской армии, имеются противоречивые сведения. Согласно документам ДОВСЕ, к 1991 году в Казахскую ССР из расформированных западных групп войск Советской Армии (ЦГВ, ЮГВ, СГВ) были перевезены 2680 танков Т-64 и Т-72[8]. До этого времени, в составе дислоцированных на территории союзной республики соединений Туркестанского военного округа, находилось около 1100 танков (624 Т-62 и Т-72 в войсках и 470 танков на хранении)[9]. Сведений о передаче танков другим государствам властями независимого Казахстана — не имеется[10].

Согласно различным источникам на вооружении казахстанской армии находилось:
- 1300 единиц Т-72 на 2016 год, около 280 Т-62 и 50 Т-64, около 100 Т-80. На складах находится еще до 3000 танков указанных образцов (большая часть небоеспособна);
- 884 единицы Т-72 и Т-62 на 2009 год;
- 900 единиц — из них 70% Т-72 и 30% Т-62. Вместе с находящимися на хранении — около 5000 единиц на 2020 год;
- 300 танков по данным Радио «Азаттык» на 2023 год;
- 350 единиц Т-72БА по данным The Military Balance на 2024 год;

Согласно некоторым источникам, танки Т-64Б и Т-62М на 2013 год использовались в казахстанской армии в боевой подготовке. Единственный в стране танкоремонтный завод в городе Семей АО «Семей инжиниринг», осуществляет ремонт таких образцов как Т-62, так и Т-72

### Боевые машины пехоты
|       |                                                                   |              |            |            |                                                                       |
| Тип   | Изображение                                                       | Производство | Назначение | Количество | Примечания                                                            |
| БМП-2 |                                                                   | СССР         | БМП        | 280        | В Казахстане освоено собственное производство 30 мм снарядов для 2А42 |
| БМП-1 | БМП-1_с_учебного_полигона_Алматинского_Института_Сухопутных_Войск | СССР         | БМП        | н/д        |                                                                       |

- Пояснение: из открытых источников известно, что БМП-1 используется в Учебном центре боевой подготовки и боевого применения младших специалистов резерва (в/ч 36352) в Спасске[18]

### Боевые машины поддержки танков
|            |             |              |                                |            |            |
| Тип        | Изображение | Производство | Назначение                     | Количество | Примечания |
| Терминатор |             | Россия       | Боевая Машина Поддержки Танков | 3 10       |            |

### Бронетранспортёры
| Тип     | Изображение | Производство | Назначение                              | Количество | Примечания |
| ------- | ----------- | ------------ | --------------------------------------- | ---------- | --- |
| БТР-82А |             | Россия       | Бронетранспортёр                        | 63         | В 2004–2017 годах Казахстан получил 134 единицы |
| БТР-80А |             | Россия       | Бронетранспортёр с пушечным вооружением | 70         | В период с 2004 по 2017 год, из России было поставлено 111 новых бронетранспортеров БТР-80А и БТР-80, дополнительно к имевшимся на 2004 год на вооружении 84 единицам БТР-80/БТР-70 |
| БТР-80  |             | СССР         | Бронетранспортёр                        | 150        | |
| БТР-60  |             | СССР         | Бронетранспортёр                        | н/д        | Только в модификации КШМ Р-145БМ |
| МТ-ЛБ   |             | СССР         | Бронетранспортёр                        | 50         | |

- Пояснение: в бюллетене The Military Balance и в некоторых других источниках указывается о наличии на вооружении СВ ВС РК украинских бронетранспортёров БТР-3 и БТР-4. В 2012 году Казахстан вернул украинскому производителю образцы БТР с требованием об устранении существенных недостатков, на чём сотрудничество по поставкам бронетехники с ВПК Украины закончилось[24][25]

### Боевые разведывательные и разведывательно-дозорные машины
| Тип    | Изображение | Производство | Назначение                    | Количество | Примечания |
| ------ | ----------- | ------------ | ----------------------------- | ---------- | --- |
| Арлан  |             | Казахстан    | Бронированная колесная машина | более 170  | «Арлан» – многоцелевая бронированная колесная машина с усиленной противоминной защитой по типу MRAP. Производится на предприятии ТОО "Казахстан Парамаунт Инжиниринг" |
| БРМ-1К |             | СССР         | БРМ                           | 129        | |
| БРДМ-2 |             | СССР         | БРМ                           | 200        | |

## Противотанковое вооружение
| Тип                                           | Изображение                                   | Производство                                  | Назначение                                       | Количество                                    | Примечания                                    |
| Самоходные противотанковые ракетные комплексы | Самоходные противотанковые ракетные комплексы | Самоходные противотанковые ракетные комплексы | Самоходные противотанковые ракетные комплексы    | Самоходные противотанковые ракетные комплексы | Самоходные противотанковые ракетные комплексы |
| --------------------------------------------- | --------------------------------------------- | --------------------------------------------- | ------------------------------------------------ | --------------------------------------------- | --------------------------------------------- |
| 9К114 «Штурм-С»                               |                                               | СССР                                          | Противотанковый ракетный комплекс на шасси МТ-ЛБ | 6                                             |                                               |
| Переносные ПТРК                               |                                               |                                               |                                                  |                                               |                                               |
| 9К111 «Фагот»                                 |                                               | СССР                                          | Противотанковый ракетный комплекс                |                                               |                                               |
| Конкурс                                       |                                               | СССР                                          | Противотанковый ракетный комплекс                |                                               |                                               |
| 9K115 «Метис»                                 |                                               | СССР                                          | Противотанковый ракетный комплекс                |                                               |                                               |
| Ствольная противотанковая артиллерия          |                                               |                                               |                                                  |                                               |                                               |
| МТ-12 «Рапира»                                |                                               | СССР                                          | Противотанковая пушка                            | 68                                            |                                               |

## Зенитные ракетные комплексы
| Тип              | Изображение  | Производство | Назначение                              | Количество   | Примечания   |
| ЗРК на шасси     | ЗРК на шасси | ЗРК на шасси | ЗРК на шасси                            | ЗРК на шасси | ЗРК на шасси |
| ---------------- | ------------ | ------------ | --------------------------------------- | ------------ | ------------ |
| 9А35 «Стрела-10» |              | СССР         | Зенитно-ракетный комплекс на базе МТ-ЛБ | н/д          |              |

## Артиллерия

### Тактические ракетные комплексы
| 9К79-1 «Точка-У» |  | СССР | Тактический ракетный комплекс | 12 | Все 12 комплексов находятся на вооружении 101-й ракетной бригады (бывшая 44-я ракетная бригада) в г. Семей (в/ч 36803). |

### Реактивные системы залпового огня
| Тип                  | Изображение | Производство | Назначение | Количество | Примечания                                                             |
| -------------------- | ----------- | ------------ | ---------- | ---------- | ---------------------------------------------------------------------- |
| ТОС-1А «Солнцепёк»   |             | Россия       | РСЗО       | 3          |                                                                        |
| БМ-30 «Смерч»        |             | СССР         | РСЗО       | 6          |                                                                        |
| БМ-27 «Ураган»       |             | СССР         | РСЗО       | н/д        | Имеются на вооружении в/ч 30238 (бывшая 100-я артиллерийская бригада)  |
| БМ-21 РСЗО «КазГрад» |             | Казахстан    | РСЗО       | н/д        | Казахстанская модификация БМ-21 на шасси КамАЗ с бронированной кабиной |
| БМ-21 «Град»         |             | СССР         | РСЗО       | 80         |                                                                        |
| 9К59 «Прима»         |             | СССР         | РСЗО       | н/д        |                                                                        |

### Самоходные артиллерийские орудия
| Тип            | Изображение | Производство | Назначение                | Количество | Примечания |
| -------------- | ----------- | ------------ | ------------------------- | ---------- | ---------- |
| 2С1 «Гвоздика» |             | СССР         | 122 мм САУ                | 60         |            |
| 2С3 «Акация»   |             | СССР         | 152 мм САУ                | 60         |            |
| 2С4 «Тюльпан»  |             | СССР         | 240 мм самоходный миномёт | н/д        |            |

### Буксируемые артиллерийские орудия
| Тип              | Изображение | Производство | Назначение                 | Количество | Примечания                                                              |
| ---------------- | --- | ------------ | -------------------------- | ---------- | ----------------------------------------------------------------------- |
| Д-30А            | | СССР         | 122 мм буксируемая гаубица | 100        |                                                                         |
| Д-20             | File:152-миллиметровая пушка-гаубица Д-20 (52-П-546). Парк Победы. Калининский р-н, Чебоксары, Чувашия, Россия. Ноябрь 2015 - panoramio.jpg | СССР         | 152 мм буксируемая гаубица | 24         | Имеются на вооружении в/ч 30238 (бывшая 100-я артиллерийская бригада)   |
| 2А36 «Гиацинт-Б» | | СССР         | 152 мм буксируемая пушка   | 180        | Для буксировки орудий закуплены специализированные тягачи КамАЗ-63501АТ |
| 2А65 «Мста-Б»    | | СССР         | 152 мм буксируемая гаубица | 70         | Для буксировки орудий закуплены специализированные тягачи КамАЗ-63501АТ |

### Миномёты
| Тип  | Изображение | Производство | Назначение             | Количество | Примечания |
| ---- | ----------- | ------------ | ---------------------- | ---------- | ---------- |
| 2Б11 |             | СССР         | 120 мм возимый миномёт | 45         |            |
| 2Б14 |             | СССР         | 82 мм миномёт          | 63         |            |

- Пояснение: согласно некоторым источникам, на вооружении артиллерийских частей Сухопутных войск Казахстана, также имеются такие образцы вооружения как РСЗО «Найза» на базе КамАЗ-6350, самоходный 120мм миномёт «Айбат» на базе МТ-ЛБ и самоходная 122мм гаубица «Семсер» на базе КамАЗ-6350. Однако данные образцы, разработанные при участии специалистов израильских компаний Soltam Systems и Israel Military Industries, так и не были приняты на вооружение казахстанской армии. Причиной отказа принятия стали конструктивные недостатки, выявленные в ходе государственных испытаний. Так в миномёте «Айбат» после выстрелов происходила деформация днища тягача. Шасси гаубицы «Семсер» оказалось перегруженным. А в РСЗО «Найза» выход реактивных струй от снарядов мог повредить платформу на которой был установлен пакет с направляющими и кабину с расчётом. Из-за выявленных при испытаниях недостатков, было возбуждено уголовное дело, по которому главными обвиняемыми проходили Начальник Артиллерии и ракетных войск Сухопутных войск генерал-лейтенант Маерманов Кажимурат и гражданин Израиля Борис Шейнкман. В ходе судебного разбирательства было доказано, что все три образца оказались непригодными к эксплуатации, из-за технических просчётов израильских инженеров, а также некачественной сборки лицензионных систем на казахстанских оборонных предприятиях[29][30][31]. До ноября 2008 года казахстанская армия должна была получить 2 огневые батареи «Айбат» и «Семсер» по 6 единиц каждая, а также дивизион «Найза» из 18 единиц с транспортно-заряжающими машинами в комплекте. Однако были получены только по 2 единицы «Айбат», «Семсер» и «Найза»[32]. По состоянию на август 2009 года, артиллерийские системы «Найза» и «Семсер» так и не были приняты на вооружение[33].